# Monosaulax
Monosaulax — вимерлий рід бобрових гризунів. Іноді його розглядають як синонім Eucastor (McKenna and Bell, 1997).